# Francisco Caro Sierra
Francisco Caro Sierra (Piedrabuena, Ciudad Real, 1947) es un poeta y profesor español.
Ha colaborado en prensa y participado en revistas literarias como Cuadernos del Matemático, La hoja azul en blanco, Númenor, La sombra del membrillo, Manxa, Piedra del molino, El invisible anillo, Imán o Barcarola.
Es autor de varios libros de poesía, la mayoría publicados a través de premios literarios. Poemas suyos han recibido los premios Ángel Crespo, Francisco de Quevedo, Jorge Manrique, Villa de Iniesta, Andrés García Madrid y Tomás Navarro Tomás.

## Libros publicados
- Salvo de ti. Madrid: Ediciones Vitruvio, 2006. Premio de la Asociación de Escritores de Castilla-La Mancha 2004.
- Mientras la luz. Ciudad Real: Biblioteca de Autores Manchegos, 2007.
- Las sílabas de noche. Valdepeñas: Ediciones Amigos de Juan Alcaide, 2008. Premio Juan Alcaide 2007.
- Lecciones de cosas. 2008. Premio Ciudad de Zaragoza.
- Calygrafías. Gijón: Colección Ateneo Jovellanos, 2009. Premio Ateneo Jovellanos 2008.
- Desnudo de Pronombre. Las Palmas: Cabildo de Gran Canaria, 2009. Accésit premio Tomás Morales 2008.
- Cuaderno de Boccaccio. Alcalá de Henares: Alcalá Poesía, 2010. Premio Ciudad de Alcalá 2009.
- Paisaje (en tercera persona). San Sebastián de los Reyes: Colección Literaria Universidad Popular, 2010. XXI Premio Nacional de Poesía José Hierro 2010.
- Cuerpo, casa partida. Soria: Diputación Provincial, 2014. Premio Leonor de Poesía 2013.
- Plural de sed. Madrid: Lastura, 2015.
- Locus Poetarum. Polibea, 2017.
- El oficio del hombre que respira. León: Eolas, 2017. Premio Antonio González de Lama de Poesía 2017.
- Este nueve de enero. Antología poética. Madrid: Lastura, 2019.
- En donde resistimos. Madrid: Hiperión, 2021. Premio València de la Institució Alfons El Magnànim.
- Aquí. Ciudad Real: Mahalta, 2021.
- Fuentévar. Ciudad Real: Mahalta, 2025.